# ASM Oran
Der ASM Oran (Association Sportive Madinet d'Oran, arabisch الجمعية الرياضية لمدينة وهران, DMG al-ǧamʿīya ar-riyāḍīya li-madīnat Wahrān) ist ein algerischer Fußballverein aus Oran. Der Verein spielt in der zweithöchsten Liga Algeriens und trägt seine Heimspiele im Stade Habib Bouakeul aus, welches Platz für 20.000 Zuschauer bietet.

## Geschichte
Der Verein wurde 1933 gegründet. Er kann bis heute keine großen Erfolge aufweisen, lediglich 1991 gelang ihnen die Vize-Meisterschaft und damit die Qualifikation zu den afrikanischen Wettbewerben. ASM Oran verlor von allen Erstligisten die wenigsten Saisonspiele, wurde aber aufgrund der hohen Anzahl von zehn Remis nur Zweiter.
Auch im Coupe d’Algérie standen sie 1981 und 1983 im Finale. Man verlor beide Finalspiele gegen Teams aus der Hauptstadt, 1981 gegen MC Alger und 1983 gegen USM Alger. 1973 und 1975 erreichte man das Halbfinale des Pokals. 
Zwischen 1977 und 1989 hieß der Verein ASC Oran (Association Sportive Chimiste d'Oran). Seit 1990 spielt der Klub wieder unter dem traditionellen Vereinsnamen.

## Erfolge
- Algerische Meisterschaft
  - Vizemeister: 1991
- Algerischer Pokal
  - Finalist: 1981, 1983

## Nachwuchsakademie
Der Verein ist für seine Nachwuchsakademie überregional bekannt geworden, woraus sich der Spitzname El-Madrassa (die Schule) ableitete.
Die bekanntesten Spieler, die diese Akademie durchlaufen haben, sind:
| - Abdelhafid Tasfaout - Réda Acimi - Cheikh Benzerga - Moulay Haddou - Noureddine Daham | - Sid Ahmed Benamara - Slimane Raho - Rédouane Guemri - Ali Benhalima - Miloud Hadefi | - Amar Ammour - Hicham Belkaroui - Brahim Mezouar - Mokhtar Kechamli |

## Statistik in den CAF-Wettbewerben
| Wettbewerb   | Runde         | Gegner                   | Hinspiel | Rückspiel |  |
| ------------ | ------------- | ------------------------ | -------- | --------- |  |
|              |               |                          |          |           |  |
| CAF Cup 1992 | 1. Runde      | ASC Air Mauritanie       | 4:0 (H)  | 1:2 (A)   |  |
|              | 2. Runde      | Al-Wahda Tripolis        | 3:0 (H)  | 1:3 (A)   |  |
|              | Viertelfinale | Club Athlétique Bizertin | 0:0 (H)  | 0:2 (A)   |  |

## Rivalitäten
Das Stadtderby zwischen dem ASM Oran und dem MC Oran gehört zu den traditionsreichsten Duellen im algerischen Fußball und besteht seit Jahrzehnten. Bereits in der ersten Saison der algerischen Meisterschaft nach der Unabhängigkeit 1962/63 trafen beide Vereine aufeinander. Während der MC Oran als der erfolgreichere und überregional populärere Klub gilt, ist der ASM Oran besonders in den alten Stadtvierteln Orans fest verwurzelt und verfügt dort über eine treue Anhängerschaft.

## Basketball
Die Basketballabteilung gewann drei nationale Meisterschaften und einmal den algerischen Pokal. Alle Titel wurden in den 1960er-Jahren errungen.
- Algerische Meisterschaft (3)
  - 1963, 1964, 1965
- Algerischer Pokal (1)
  - 1969